# Daniele Biganzoli
Daniele Biganzoli (Varese, 3 marzo 1971) è un ex cestista e dirigente sportivo italiano.

## Carriera
Prodotto della Robur et Fides Varese, nel 1992 debutta ventunenne in Serie A2 con l'altra squadra della sua città, la Pallacanestro Varese. Dopo un primo anno in cui assaggia il campo per 9,5 minuti di media a partita, Biganzoli trova spazio tanto da guadagnarsi l'entrata in pianta stabile nel quintetto base. Un anno più tardi, complice la promozione dei biancorossi in Serie A1, torna a partire dalla panchina ma al suo ultimo anno in maglia varesina ritrova prevalentemente lo status di titolare. L'annata trascorsa a Trieste fu l'ultima per lui disputata nella massima serie.
Nel 1997 prende la decisione di trasferirsi in Serie B2 alla Virtus Siena, formazione che a fine stagione conquista la promozione in B1. Nel 1999 viene ingaggiato dal Basket Club Ferrara, con cui ha la possibilità di tornare nel basket professionistico dopo la promozione in Legadue ottenuta al termine della stagione 2000-01.
Terminata l'esperienza ferrarese, il playmaker torna nelle serie dilettantistiche, dove si divide tra Castel San Pietro (un girone di andata), Lumezzane (due stagioni), Asti (dal gennaio 2005 all'estate 2008), poi Valenza e Oleggio, con la quale vince il girone A di Divisione Nazionale C.
Nell'estate del 2014 approda al 7 Laghi Gazzada, ambiziosa formazione che milita nel campionato di Serie C.
Nel Marzo del 2021 torna a giocare brevemente in Promozione regionale piemontese con Oleggio Junior Basket, squadra B di Oleggio Magic Basket, società della quale ricopre il ruolo di direttore generale